# Fondul Național Evreiesc

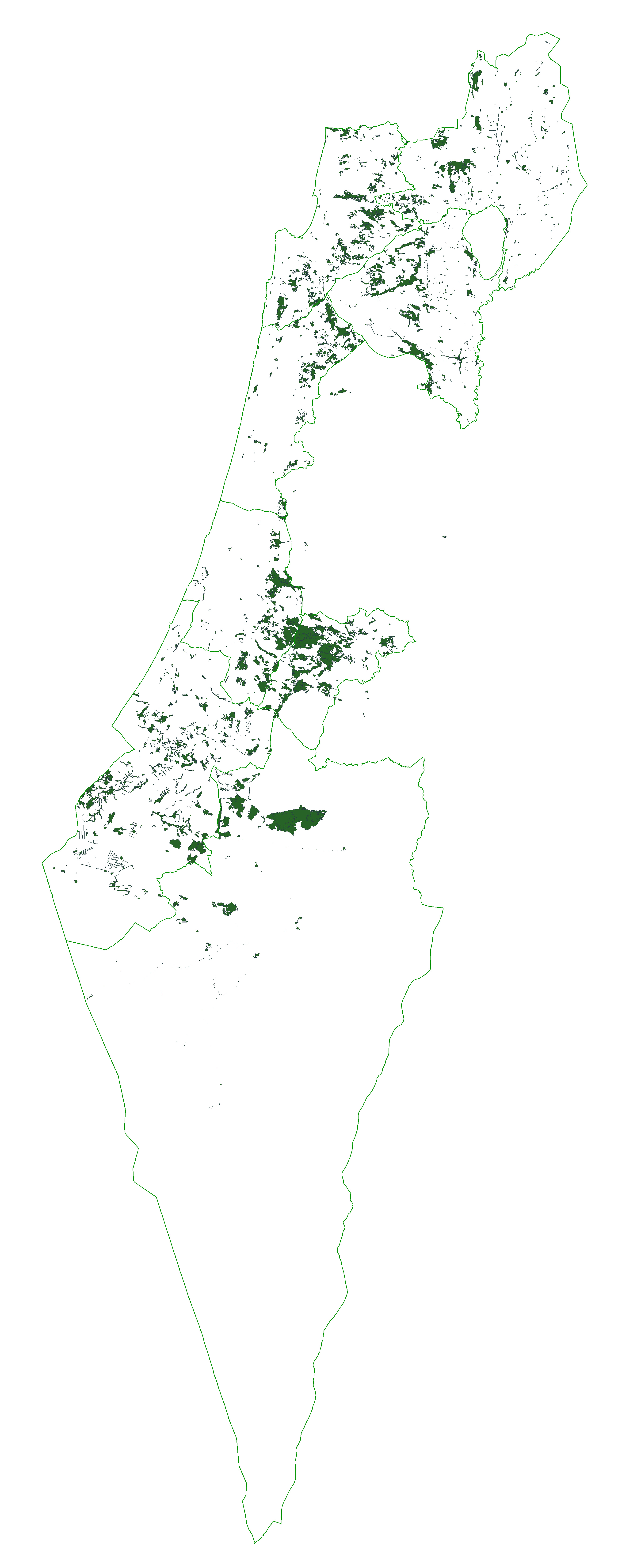
Harta pădurilor plantate din Israel de către Fondul Național Evreiesc

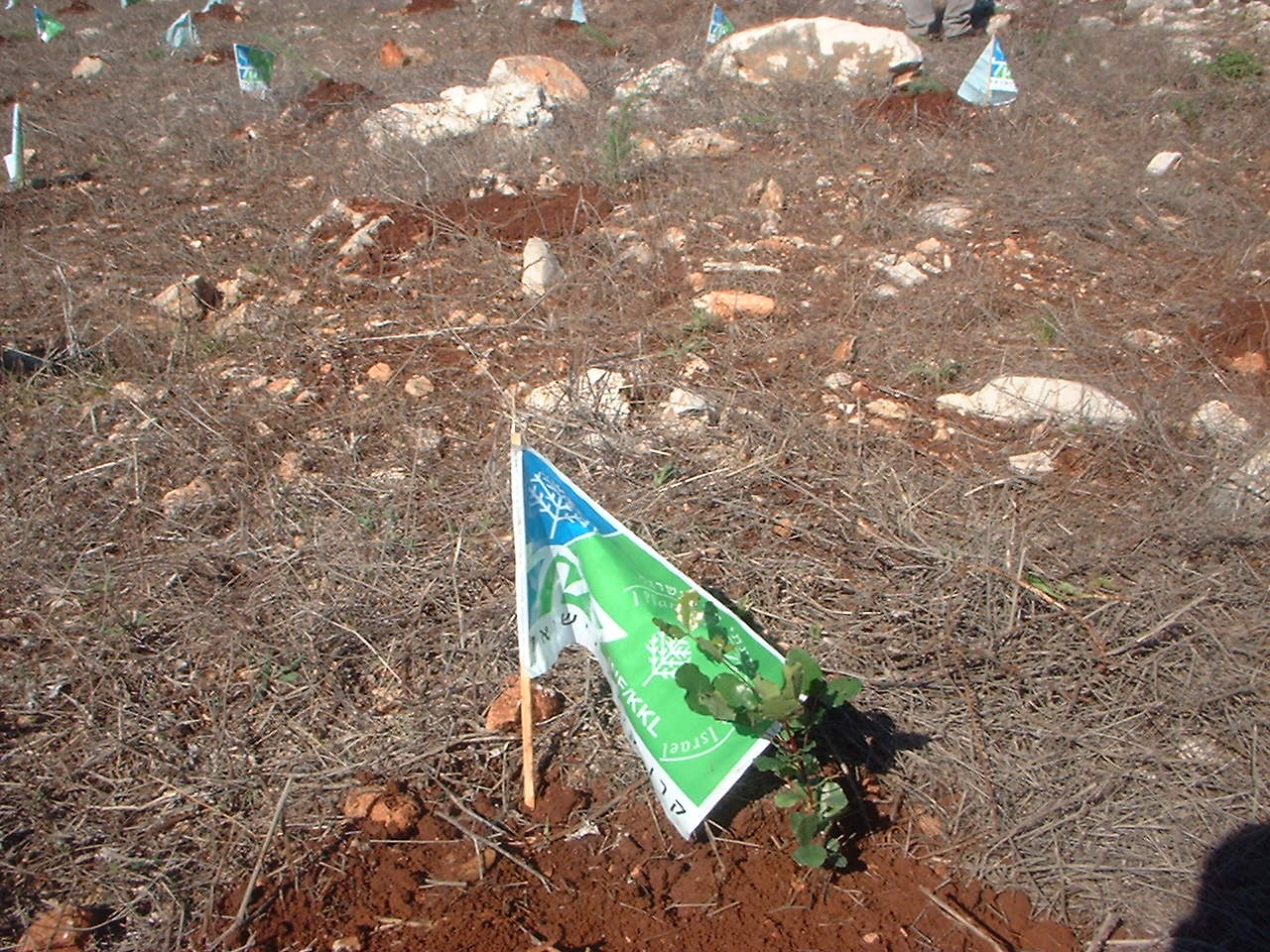
Puieți proaspăt plantați de către Fondul Național Evreiesc

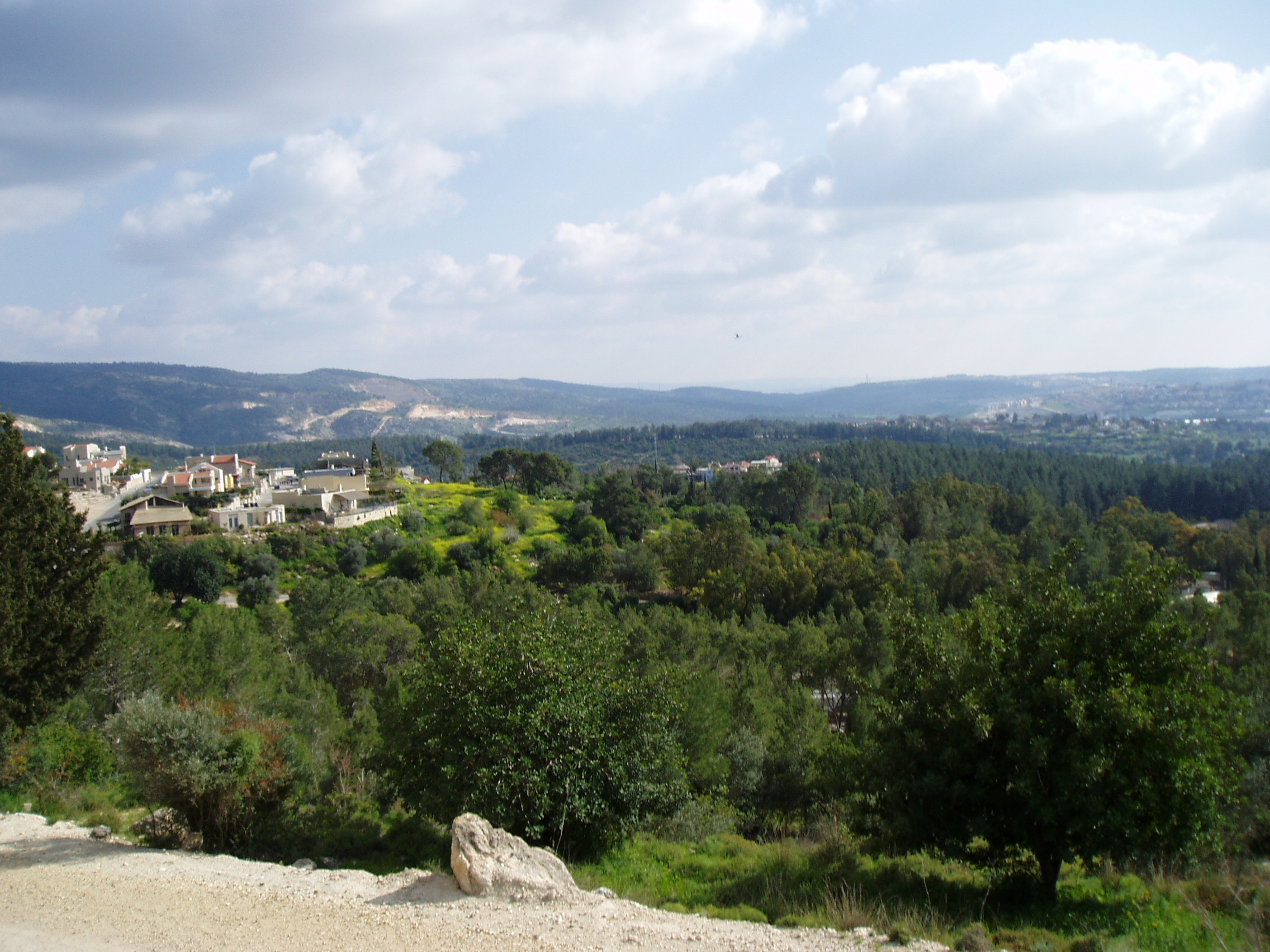
Pădurea Eştaol, plantată de Fondul Național Evreiesc

Fondul Național Evreiesc, în ebraică קרן קימת לישראל - Keren Kayemet Leisrael, pe scurt KKL (Ka-ka-l), in engleză JNF -  este o organizație non-profit, întemeiată la Al Cincilea Congres Sionist de la Basel din 1901 cu scopul strângerii de donații de la evreii din lume, pentru achiziționarea de pământuri în Palestina sau Țara Israel și reașezarea de evrei în acest teritoriu, care, pe atunci, făcea parte din Imperiul Otoman. 
După înființarea Statului Israel Fondul s-a reorganizat ca o societate cu folos obștesc al cărei scop, fixată în protocolul de asociere din 1954  este achiziționarea  și arendarea de pământuri în scopul reașezării de evrei și a devenit instituția răspunzătoare de dezvoltarea pământurilor, administratoare a pădurilor, și care se ocupa și cu educația sionistă. Majoritatea pământurilor aflate în posesia Fondului i-au fost vândute de Statul Israel după Proclamarea Statului, din rezerva de bunuri rămase de la persoanelor absente în urma Războiului arabo-israelian din 1948-1949. În 1961 s-a semnat „acordul de convenție” dintre Fond si Statul Israel, care conferă KKL-ului o împuternicire ca instituția responsabilă cu dezvoltarea pământurilor Israelului și cu împădurirea. În zilele noastre (anii 2000) Keren Kayemet se ocupă și cu dezvoltarea, ameliorarea și prepararea terenurilor pentru exploatarea agricolă și înființarea de așezări, construirea de șosele și canalizare, de asemenea integrarea noilor imigranți. 

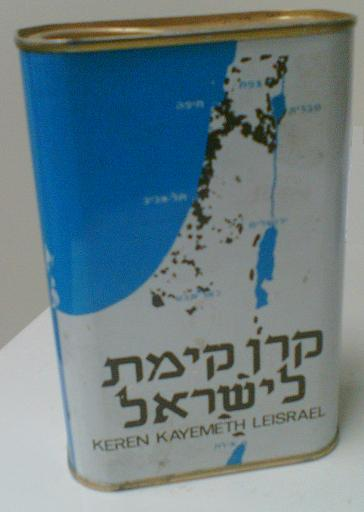
Cutia albastră (Hakufsá hakekhulá) a lui Keren Kayemet, pentru donații, devenită simbolul Fondului Național Evreiesc în toate colțurile Diasporei evreiești

În 2007 KKL poseda 13% din totalul pământurilor din Israel. De la începuturile sale KKL a plantat în Israel peste 240 milioane de copaci. De asemenea a construit 180 diguri și rezervoare, a pregătit dezvoltarea a 1000 km² de pământuri și a înființat peste 1000 parcuri.În 2002 Fondului Național Evreiesc i s-a decernat  Premiul de stat al Israelului - Premiul Israel pentru întreaga sa activitate și contribuția sa deosebită la societatea și statul Israelului.

## Denumirea
Denumirea ebraică a Fondului - Hakeren Hakayemet- se bazează pe un pasaj din Mișna care enumeră câteva fapte „ale căror roade omul le consumă în "lumea aceasta" dar a căror putere (keren) ființează (kayemet) în favoarea lui și în lumea de apoi. Alegerea denumirii semnala evreilor lumii că contribuțiile lor în lumea aceasta vor rămâne înscrise în favoarea lor în lumea cealaltă. În engleză organizația s-a numit Fondul Național Evreiesc, în primii ani numindu-se și în ebraică Hafound HaLeumi.

## Istoria

### Întemeierea, structura și conducerea
În 1897 la Primul Congres Sionist Mondial de la Basel Tzvi Hermann Schapira a propus crearea unui fond național al poporului evreu în scopul achiziționării de pământuri în Țara Israelului, pe atunci sub dominația Imperiului Otoman. După patru ani, la Al Cincilea Congres Sionist din 1901, propunerea lui Schapira a fost acceptată și s-a decis înființarea organizației Keren Kayemet LeIsrael sau Fondul National Evreiesc, destinat cumpărării de pământuri pentru reașezarea sau repatrierea evreilor în Palestina. Fondul a fost condus de Organizația Sionistă. Problema înființării lui a fost dezbătută în prealabil în adunări sioniste regionale și s-a hotărât colecta de donații pentru fond.
În 1901 cel dintâi donator înregistrat a fost Yona Kremenetzki, care a donat zece lire sterline, după el a venit rândul lui Theodor Herzl și al celorlalți delegați la congresul sionist. În primii ani până în 1907 directorul Fondului a fost Yona Kremenetzki. La al VI-lea Congres sionist reunit în august 1903 s-au stabilit următoarele caracteristici ale organizației: 
1. Fondul Național Keren Kayemet va urma să folosească drept braț al Organizației Sioniste în scopul achiziționării de pământuri în Palestina și al transmiterii acestora pentru totdeauna în proprietatea poporului evreu ca pământ național.
2. Mijloacele Fondului vor fi obținute prin donații.
3. Fondului nu i se permite vânzarea pământurilor, ci numai darea lor în arendă.
În 1929 s-a pus piatra de temelie casei Fondului Național în cadrul Clădirii Institutelor Naționale din cartierul Rehavia din Ierusalim.
După întemeierea Statului Israel Fondul Național s-a reorganizat ca societate israeliană, în memoriul reasocierii din 1954 fiindu-i precizate obiectivele: a achiziționa, a dobândi prin arendare sau, din contra, a primi în arendă sau altminteri, terenuri, păduri, drepturi de proprietate sau de uzufruct etc

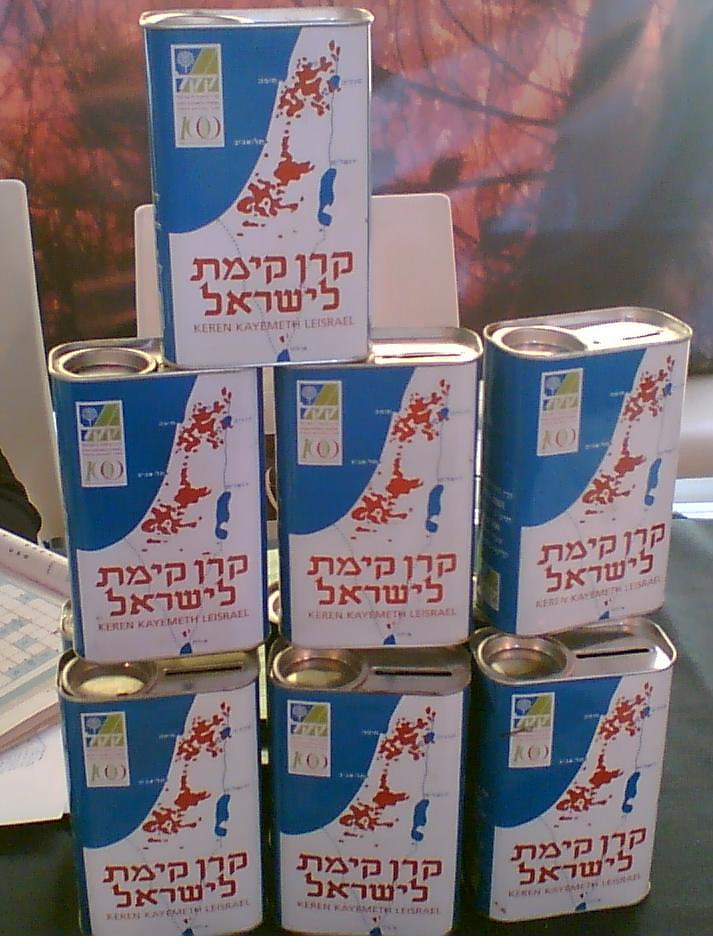
Cutii albastre ale KKL în anul 2006

### Președinții Fondului Keren Kayemet
- Yona (Johann) Kremenezki (1902—1907)
- Max Isidor Bodenheimer  (1907—1919)
- Nehemia De Lieme (1919—1922)
- Мenachem Ussishkin (Usâșkin) (1922—1942)
- Berl Katznelson, Meir Bar-Ilan, Avraham Granot (1942—1944)
- Avraham Granot (1944—1961)
- Yaakov Tzur (1961—1977)
- Moshe Rivlin (1977—1998)
- Shlomo Gravetz (1998—2000)
- Yehiel Leket (2000—2006)
- Efraim Stentzler (2006—2015)
- Dani Attar (2015—2020)
- Аvraham Duvdevani (2020—2022)
- Ifat Ovadia Luski (с 2022)